# Simone Genga
Simone Genga (Urbino, 1530 – 1596) è stato un architetto e ingegnere militare italiano.
Progettista di fortificazioni fu al servizio del Granduca Cosimo I e partecipò alla realizzazione di imponenti opere difensive in tutta la Toscana, applicando le tecniche della fortificazione alla moderna.

## Biografia
Probabilmente nipote di Girolamo Genga e cugino di Bartolomeo Genga, non si conoscono le circostanze della sua formazione in quanto già a venti anni fu al servizio di Cosimo I, si presume per interessamento di Giovan Battista Belluzzi con il quale era imparentato. Negli anni '60 e '70 lavorò alla serie di opere che dovevano fortificare la Romagna toscana tra cui Terra del Sole e la rocca di Sasso di Simone, prima come collaboratore di Giovanni Camerino e, alla morte di questi, come responsabile dei lavori. Diresse anche i lavori della fortezza di Radicofani.
Dal 1574 al 1582 fu direttore dei lavori del cantiere delle nuove mura medicee di Grosseto, in seguito alla morte di Baldassarre Lanci (1571) e di suo figlio Marino (1574) a causa della malaria.
Nel 1584, con alcuni dei suoi fratelli minori, lasciò la Toscana e il servizio dei Medici per servire il re di Polonia Stefano Bàthory. Intorno al 1591 passò in Transilvania per operare sempre come ingegnere militare. Tornò, forse, in Italia alla fine del 1596 e probabilmente morì poco dopo.